# Homosexualität in Guatemala

Geografische Lage von Guatemala

Homosexualität in Guatemala war in der Vergangenheit weitgehend tabuisiert, wird hingegen gegenwärtig zunehmend akzeptiert.

## Legalität
Seit 1871 sind homosexuelle Handlungen in Guatemala legal. Das Schutzalter liegt einheitlich bei 18 Jahren. Antidiskriminierungsgesetze zum Schutz der sexuellen Orientierung bestehen nicht.

## Anerkennung gleichgeschlechtlicher Paare
Es gibt weder eine Anerkennung von gleichgeschlechtlichen Ehen noch sind eingetragene Partnerschaften erlaubt.

## Gesellschaftliche Situation
Eine LGBT-Gemeinschaft gibt es nur in sehr kleinem Umfang in der Hauptstadt Guatemala-Stadt.